# American Journal of Human Biology
American Journal of Human Biology é um peer-revista científica abrangendo biologia humana. É a publicação oficial da Human Biology Association (anteriormente conhecido como o Conselho de Biologia Humana).  A revista publica pesquisas originais, artigos teóricos, revisões e outros meios de comunicação ligados a todos os aspectos da biologia humana, saúde e doença.